# 妻よ妻よ
妻よ妻よ（つまよつまよ）は、折笠智津子の小説作品『妻のぬくもり蘭の紅』を原作としたドラマ化作品である。

## 概要
新聞社に勤める外山直と妻阿津子はお互いにナオ・アコと呼び合うほどのおしどり夫婦だった。
ある日の阿津子の誕生日に油壺へ行った帰り、自宅で料理を受けとろうとした際に直は皿を落とす。その後、手が痺れ自分でボタンをかけられなくなったり、靴の紐が結べなくなったり、物を掴むことすらできなくなった。いつまで経っても治らないので大学病院に検査入院の結果、筋萎縮性側索硬化症という原因不明で治療方法もない難病であると診断される。そのことは本人には告げられず、「神経病性関節症」と告知する。
それでも直は定期券を首から紐でぶら下げたり、箸が持てないのでサンドイッチをお弁当にして通勤していたが、ある日会社の洗面所で転倒して立ち上がれなくなったことを機に限界を感じ休職を決意する。
自宅で療養を続けるも病気の進行は止まらず、自分で起き上がることすらできなくなる。長男の春樹が父の介助を手伝うが、次第に嫌気がさし家出をするようになる。そしてついに呼吸困難に陥り救急車で搬送されることになる。
直は人工呼吸器を装着するために気管切開をすることで生命を保持することができたが、それにより声を失うことになる。
そんなある日、阿都子が僅かに動かせる直の唇の動きを読み取っていた所、直が俳句を作っていたことを知る。そしてそれが日本俳句協会の目に留まり受賞することになる。その作が「抱き起こされて　妻のぬくもり　蘭の紅」であった。

## TVドラマ
1987年8月31日 - 10月30日にTBS「花王 愛の劇場」枠にて放送された。同枠における、石井ふく子がプロデューサーを務めた作品の第4作目。

### キャスト
- 外山阿都子： 長山藍子
- 外山直： 荻島眞一
- 外山春樹： 長江健次
- 外山美樹： 市丸和代
- 馬淵婦長： 赤木春恵
- 岩城部長； 山本學
- 田部良介： 岡本信人
- 山本道子： 高見恭子
- 佐藤英夫
- 早崎文司
- 岩本多代
- 南條豊
- 松阪隆子
- 前田昌明

### スタッフ
- プロデューサー - 石井ふく子、岡戸良尚、金川克斗志
- 演出 - 川俣公明
- 脚本 - 宮川一郎
- 技術協力 - 東通
- 制作協力 - 緑山スタジオ・シティ
- 製作 - ストーンウェル、TBS

### 主題歌
『愛追えば』
作詞：さとう宗幸 / 作曲：小川寛興 / 編曲：青木望 / 歌：さとう宗幸（キングレコード）